# Polyphida modesta
Polyphida modesta là một loài bọ cánh cứng trong họ Cerambycidae.